# Чемпіонат світу з футболу 1930 (плей-оф)
Стадія плей-оф чемпіонату світу з футболу 1930 року — вирішальний етап першого чемпіонату світу з футболу, який проходив з 26 по 30 липня 1930 року. Включав дві півфінальні гри і фінал турніру, в якому 30 липня був визначений перший футбольний чемпіон світу, яким стали господарі фінального турніру, уругвайці.

## Формат
Відповідно до формату першого чемпіонату світу з футболу 13 команд, які взяли в ньому участь були розподілені між чотирма групами, змагання в яких відбувалися за круговою системою. Переможці груп проходили до стадії плей-оф, яка відповідно починалася з півфіналів. Пари півфіналістів визначалися вже після завершення групового етапу жеребкуванням, за яким першу пару півфіналістів склали Аргентина і США, а другу — Уругвай і Югославія.

## Учасники
До стадії плей-оф кваліфікувалися переможці кожної з чотирьох груп першого етапу змагання.
| Група | Переможець |
| ----- | ---------- |
| 1     | Аргентина  |
| 2     | Югославія  |
| 3     | Уругвай    |
| 4     | США        |

## Турнірна піраміда
|  | Півфінали             | Півфінали |   |  | Фінал                 | Фінал |  |
|  |                       |           |   |  |                       |       |  |
|  | 26 липня – Монтевідео |           |   |  |                       |       |  |
|  | Аргентина             | 6         |   |  |                       |       |  |
|  | США                   | 1         |   |  |                       |       |  |
|  |                       |           |   |  |                       |       |  |
|  |                       |           |   |  | 30 липня – Монтевідео |       |  |
|  |                       |           |   |  | Аргентина             | 2     |  |
|  |                       | Уругвай   | 4 |  |                       |       |  |
|  |                       |           |   |  |                       |       |  |
|  |                       |           |   |  |                       |       |  |
|  |                       |           |   |  |                       |       |  |
|  | 27 липня - Монтевідео |           |   |  |                       |       |  |
|  | Уругвай               | 6         |   |  |                       |       |  |
|  | Югославія             | 1         |   |  |                       |       |  |

## Півфінали

### Аргентина — США
Важливою подією зустрічі стала травма півзахисника збірної США Рафаель Трейсі, якої той зазнав на 19-й хвилині гри. Вже наступної хвилини аргентинець  Луїс Монті відкрив її рахунок. Мінімальною перевага південноамериканців лишалася до перерви, після якої Трейсі не зміг вийти на поле аби хоча б номінально забезпечувати рівність складів команд. Оскільки можливість проведення замін не передбачалася регламентом, другу половину гри збірна США проводила удесятьох і не змогла чинити гідний опір аргентиням, особливо після 60-ї хвилини, на якій травмував плече її воротар Джиммі Даглас. Тож збірна Аргентини ще п'ять разів відзначилася забитими голами, дозволивши суперникам провести лише гол престижу наприкінці гри, і стала першим в історії чемпіонатів світу фіналістом цього змагання.
| 26 липня 1930 14:45 UYT |

| Аргентина                                                 | 6–1      | США       |
| --------------------------------------------------------- | -------- | --------- |
| Монті 20' Скопеллі 56' Стабіле 69', 87' Пеусельє 80', 85' | Протокол | Браун 89' |

| Естадіо Сентенаріо, Монтевідео Глядачів: 72,886 Арбітр: Джон Лангенус (Бельгія) |

| ВР                                   | Хуан Ботассо         |
| ЗХ                                   | Хосе Делья Торре     |
| ЗХ                                   | Фернандо Патерностер |
| ПЗ                                   | Хуан Еварісто        |
| ПЗ                                   | Луїс Монті           |
| ПЗ                                   | Родольфо Орландіні   |
| НП                                   | Карлос Пеусельє      |
| НП                                   | Алехандро Скопеллі   |
| НП                                   | Гільєрмо Стабіле     |
| НП                                   | Мануель Феррейра (к) |
| НП                                   | Маріо Еварісто       |
| Тренери:                             |                      |
| Франсіско Оласар Хуан Хосе Трамутола |                      |

| ВР               | Джиммі Даглас   |  |     |
| ЗХ               | Александер Вуд  |  |     |
| ЗХ               | Джордж Мургаус  |  |     |
| ПЗ               | Джиммі Галлахер |  |     |
| ПЗ               | Рафаель Трейсі  |  | 45' |
| ПЗ               | Енді Олд        |  |     |
| НП               | Біллі Гонсалвес |  |     |
| НП               | Том Флорі (к)   |  |     |
| НП               | Берт Петноуд    |  |     |
| НП               | Джим Браун      |  |     |
| НП               | Барт Макгі      |  |     |
| Головний тренер: |                 |  |     |
| Боб Міллер       |                 |  |     |

### Уругвай — Югославія
Дебют матчу був за югославами, які вже на четвертій хвилині гри повели у рахунку завдяки голу Джордже Вуядиновича, а ще за п'ять хвилин подвоїли свою перевагу, утім їх другий гол було скасовано рішенням арбітра гри. Господарі фінального турніру швидко оговталися і за підтримки майже 80 тисяч глядачів пішли в атаку, яка завершилася першим голом Педро Сеа. Ще до перерви уругвайці не лише вийшли уперед, але й встигли повдоїти свою перевагу — дублем відзначився Перегріно Ансельмо. У другому таймі матчу у ворота югославів було забито ще три голи, зокрема ще два голи записав на свій рахунок Сеа, оформивши хет-трик. У підсумку впевнену перемогу з рахунком 6:1 здобула команда-господар, ставши другим фіналістом турніру.
| 27 липня 1930 14:45 UYT (UTC−3:30) |

| Уругвай                                                               | 6–1      | Югославія     |
| --------------------------------------------------------------------- | -------- | ------------- |
| Сеа 18', 67', 72' Флорі 45' Петноуд 69' Ансельмо 20', 31' Іріарте 61' | Протокол | Вуядинович 4' |

| Естадіо Сентенаріо, Монтевідео Глядачів: 79,867 Арбітр: Жилберто де Алмейда Рего (Бразилія) |

| ВР               | Енріке Бальєстерос        |
| ЗХ               | Хосе Насассі (к)          |
| ЗХ               | Ернесто Маскероні         |
| ПЗ               | Хосе Андраде              |
| ПЗ               | Лоренсо Фернандес         |
| ПЗ               | Альваро Хестідо           |
| НП               | Пабло Дорадо              |
| НП               | Ектор Скароне             |
| НП               | Перегріно Ансельмо        |
| НП               | Педро Сеа                 |
| НП               | Вікторіано Сантос Іріарте |
| Головний тренер: |                           |
| Альберто Суппічі |                           |

| ВР               | Милован Якшич        |
| ЗХ               | Милутин Івкович (к)  |
| ЗХ               | Драгослав Михайлович |
| ПЗ               | Милорад Арсеньєвич   |
| ПЗ               | Любиша Стефанович    |
| ПЗ               | Момчило Джокич       |
| НП               | Александар Тирнанич  |
| НП               | Благоє Мар'янович    |
| НП               | Іван Бек             |
| НП               | Джордже Вуядинович   |
| НП               | Бранислав Секулич    |
| Головний тренер: |                      |
| Бошко Симонович  |                      |

## Фінал
| 30.07.1930 14:15 (UTC−3:30) |

| Уругвай                                   | 4—2      | Аргентина                |
| ----------------------------------------- | -------- | ------------------------ |
| Дорадо 12' Сеа 57' Іріарте 68' Кастро 89' | Протокол | 20' Пеусельє 37' Стабіле |

| Естадіо Сентенаріо, Монтевідео Глядачів: 68 346 Арбітр: Джон Лангенус (Бельгія) |

| Уругвай | Аргентина |

|                  |                      |  |  |
|                  |                      |  |  |
| ВР               | Енріке Бальєстерос   |  |  |
| ЗХ               | Хосе Насассі         |  |  |
| ЗХ               | Ернесто Маскероні    |  |  |
| ПЗ               | Хосе Леандро Андраде |  |  |
| ПЗ               | Лоренсо Фернандес    |  |  |
| ПЗ               | Альваро Хестідо      |  |  |
| НП               | Пабло Дорадо         |  |  |
| НП               | Ектор Скароне        |  |  |
| ЦФ               | Ектор Кастро         |  |  |
| НП               | Хосе Педро Сеа       |  |  |
| НП               | Сантос Іріарте       |  |  |
| Тренер:          |                      |  |  |
| Альберто Суппічі |                      |  |  |

|                     |                      |  |  |
|                     |                      |  |  |
| ВР                  | Хуан Ботассо         |  |  |
| ЗХ                  | Хосе Делла Торре     |  |  |
| ЗХ                  | Фернандо Патерностер |  |  |
| ПЗ                  | Педро Суарес         |  |  |
| ПЗ                  | Луїс Монті           |  |  |
| ПЗ                  | Хуан Еварісто        |  |  |
| НП                  | Маріо Еварісто       |  |  |
| НП                  | Мануель Феррейра     |  |  |
| ЦФ                  | Ґільєрмо Стабіле     |  |  |
| НП                  | Франсіско Варальйо   |  |  |
| НП                  | Карлос Пеусельє      |  |  |
| Тренер:             |                      |  |  |
| Франсіско Оласар    |                      |  |  |
| Хуан Хосе Трамутола |                      |  |  |